# Trik FX
Trik FX је поп и денс група из Србије.
Групу чине Сани Ибраимов и његова супруга Наталија Ибраимов, док је Јелена Ена Радуловић бивши члан. Каријеру су започели у групи Ђогани у којој су били плесачи.

## Дискографија

### Албуми
- Где се љубав чува (1999)
- Ми то можемо (2001)
- 3 (2002)
- Црно или бело (2003)
- Згодна, млада (2007)
- До јаја (2009)
- Шанса један према сто (2011)
- Цура са Балкана (2014)

### Спотови
| Спот               | Година | Режисер                 |
| ------------------ | ------ | ----------------------- |
| Жеља               | 1999   | —                       |
| Ноћас када оду сви | 1999   | —                       |
| Спаси ме           | 2001   | —                       |
| Змија              | 2001   | —                       |
| Дал сам ти ја      | 2002   | —                       |
| Ванредно стање     | 2003   | —                       |
| Црно или бело      | 2003   | —                       |
| Згодна, млада      | 2008   | DM SAT видео продукција |
| До јаја            | 2009   | Ведад Јашаревић         |
| Опасно             | 2009   | —                       |
| Хајде приђи        | 2011   | Ведад Јашаревић         |
| Мама не да         | 2013   | Младен Маријановић      |
| Цура са Балкана    | 2014   | Ведад Јашаревић         |
| Горим сва          | 2015   | Ведад Јашаревић         |
| Манијак            | 2016   | daVideo                 |
| Лукаве кује        | 2016   | daVideo                 |
| Аман, аман         | 2017   | daVideo                 |
| Ја ноћас пијем     | 2017   | daVideo                 |
| Сафари             | 2017   | daVideo                 |
| Алиби              | 2017   | daVideo                 |
| Што би се заљубила | 2018   | Игор Племић, LIMMA      |
| Хитна помоћ 2      | 2018   | daVideo                 |
| Ало не зови        | 2018   | daVideo                 |
| Мафиоза            | 2019   | daVideo                 |
| Mashup             | 2019   |                         |